# تيموثي كليفورد
تيموثي كليفورد (بالإنجليزية: Timothy Clifford)‏ هو مؤرخ الفن بريطاني، ولد في 26 يناير 1946.